# بلندر (مجله)
بلندر (به انگلیسی: blender) نام مجله موسیقی آمریکایی بود بود که در سال ۱۹۹۴ میلادی بنیان‌گذاری شد،این مجله سالی ۱۰ بار منتشر می‌شد و خود را نهایت راهنمایی در موسیقی می‌دانست.این مجله گاهی به تحریک شده از سوی افراد مشهور در بررسی‌هایش نیز نیز شناخته می‌شد.
بلندر مجله‌ای بود که یک پایگاه‌داده از آهنگ‌ها و هنرمندان ایجاد کرده بود و ترانه‌شناسی هنرمندان را مورد بررسی قرار می‌داد.لیستی از آهنگ‌ها با عنوان "بهترین از" و "بدترین از" نیز دسته بندی می‌کرد.مالک این مجله ،گروه آلفا مدیا، در ۲۶ مارس ۲۰۰۹ مجله را بست و به سمت قالب آنلاین تغییر مسیر داد و ۳۰ شغل را حذف کرد و در محدودۀ کمتری فعالیت می‌کند،آخرین شمارۀ این مجله در آوریل ۲۰۰۹ منتشر شد.